# Pappenheim (stato)
Pappenheim fu uno stato tedesco nella Baviera occidentale, in Germania, situata sul fiume Altmühl tra Treuchtlingen e Solnhofen, e a sud di Weißenburg.

## Storia
Pappenheim nacque come signoria intorno al 1030 e fu elevata a contea nel 1628.
Il primo membro della casa di Pappenheim fu Henricus Caput (Enrico Testa), menzionato nel 1111 come vassallo dell'imperatore Enrico V di Franconia. Dal 1100 circa fino al 1806, i signori e i conti di Pappenheim ricoprirono la carica di marescialli ereditari del Sacro Romano Impero, un ufficio giudiziario che li rese deputati degli arcimarescialli dell'Impero, gli Elettori di Sassonia, con alcuni compiti cerimoniali durante l'incoronazione dell'Imperatore del Sacro Romano Impero. Avendo il privilegio dell'immediatezza imperiale, il signore di Pappenheim era un membro della provincia sveva dei conti imperiali con un voto collettivo nella dieta imperiale.
Pappenheim fu diviso due volte: tra sé stesso, Alesheim (Aletzheim), Gräfenthal e Treuchtlingen nel 1439; e successivamente tra sé stesso e Stühlingen nel 1558. Pappenheim assorbì Alesheim nel 1697, Gräfenthal nel 1536 e Treuchtlingen nel 1647. Treuchtlingen fu acquistata nel 1447/53 e, dopo che un ramo collaterale di Treuchtlingen si estinse nel 1647, divenne parte del principato di Ansbach. Stühlingen, acquisita nel 1582, fu ereditata dai Fürstenberg nel 1639. Pappenheim fu mediato dalla Baviera nel 1806.
Nel 1815 il congresso di Vienna riconobbe a Pappenheim un risarcimento per la perdita dell'ufficio ereditario del maresciallo imperiale. L'ex dipartimento della Saar del Primo Impero francese venne diviso in cinque parti, ed una delle porzioni venne concessa a Pappenheim come territorio sovrano. Poco dopo, la famiglia scambiò il titolo sulla loro terra alla Prussia per un pagamento monetario. Pappenheim fu ufficialmente riconosciuto dalla Baviera come una dinastia mediatizzata nel 1831, dopo che tutte le richieste furono risolte. La famiglia appartiene all'alta nobiltà.

## Capi di Stato

### Signori di Pappenheim (1030-1628 circa)

Stemma dei signori e conti di Pappenheim come marescialli ereditari del Sacro Romano Impero

- Enrico I (1030 circa?)
- Enrico II
- Enrico III
- Ernest (? –1170)
- Enrico I (1170–93)
- Rudolph I (1193–1221)
- Federico (1221–40) con ...
  - Rodolfo II (1221–33)
- Enrico III (1240-1278)
- Enrico IV (1278–1318)
- Rudolph I (1313–35)
- Rudolph II (1335–45)
- Enrico V (1345–87)
- Haupt I (1387–1409)
- Haupt II (1409–39) con ...
  - Sigismondo (1409–36)
- Henry (1439–82)
- William (1482–1508)
- Gioacchino (1508–36)
- Wolfgang I (1536–58)
- Cristoforo (1558-1569) con ...
  - Filippo (1558–1919) e ...
  - Wolfgang II (1558–85) e ...
- Wolfgang Christopher (1585–1628)

### Conti di Pappenheim (1628–1806)
- Wolfgang Christopher (1628–35)

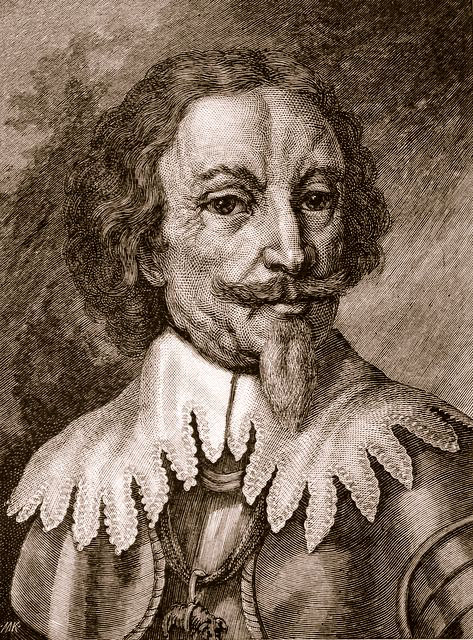
Gottfried Heinrich Graf zu Pappenheim (1594–1632), maresciallo di campo del Sacro Romano Impero nella guerra dei trent'anni

- Wolfgang Philip (Conte di Aletzheim) (1628–71)
- Charles Philip Gustav (1671–92)
- Louis Francis (1692–97)
- Christian Ernest (Conte di Aletzheim) (1697–1721) con ...
  - John Frederick (Conte di Aletzheim) (1697–1731) e ...
  - Federico Ernest (1721–25) e ...
  - Albert Louis Frederick (1725-1733)
- Federico Ferdinando (1733-1773)
- John Frederick Ferdinand (1773-1792)
- Charles Theodore Frederick Eugene Francis (1792–1806) 
  - Frederick William (reggente) (1792-1797)

### Dopo la mediatizzazione tedesca
- Karl Theodor (Charles Theodore), conte 1792-1853 (1771-1853)
- Albert, conte 1853-1860 (1777-1860)
  - Ludwig, conte1860-1883 (1815-1883) (ramo luterano)
    - Maximilian, conte 1883-1890/1 (1860-1920) - rinunciò ai suoi diritti nel 1890/1
    - Ludwig, conte 1890/1-1905 (1862-1905)
      - Ludwig, conte 1905-1960 (1898-1960), owner of Pappenheim
        - Contessa Ursula, erede di Pappenheim ∞ conte Gert von der Recke von Volmerstein (1921–1991)
          - Contessa Iniga von der Recke von Volmerstein (b. 1952) ∞ Conte Albrecht von Egloffstein (b. 1946)

  - Conte Alexander (1819-1890), proprietario del castello di Iszkaszentgyörgy, Ungheria (ramo cattolico)
    - Conte Siegfried (1868-1936)
      - Alexander, conte 1960-1995 (1905-1995)
        - Albert, conte 1995–oggi (1943-oggi)

      - Conte Georg (1909-1986)
        - Conte Alexander (1948-oggi)
          - Conte Georg (1981-oggi)

## Galleria d'immagini

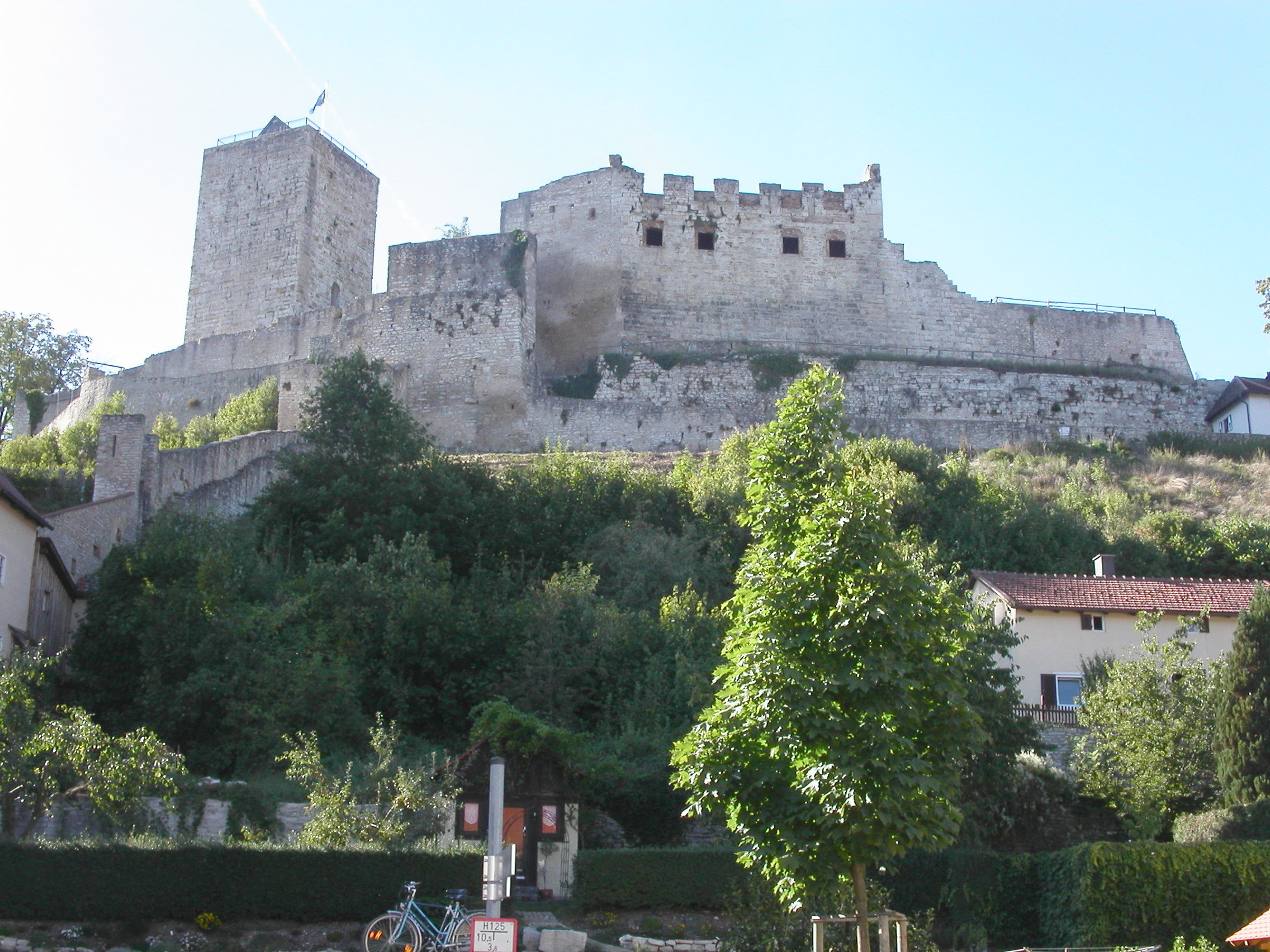
Il vecchio castello di Pappenheim del 1140
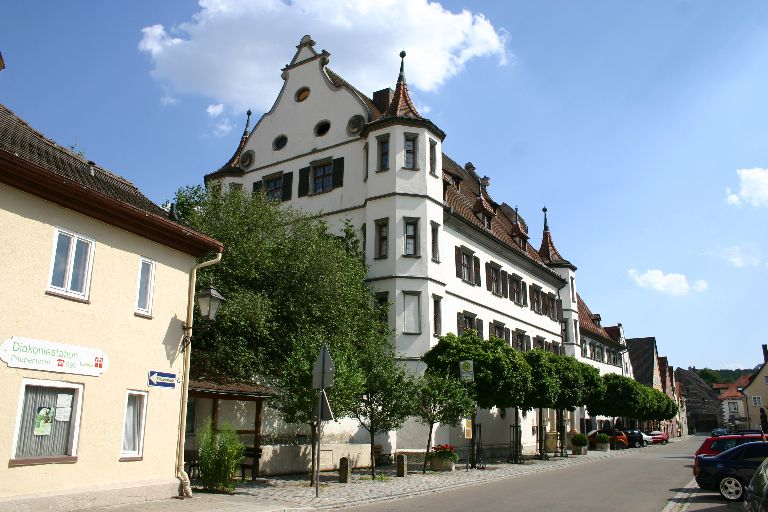
Castello di Pappenheim del 1593
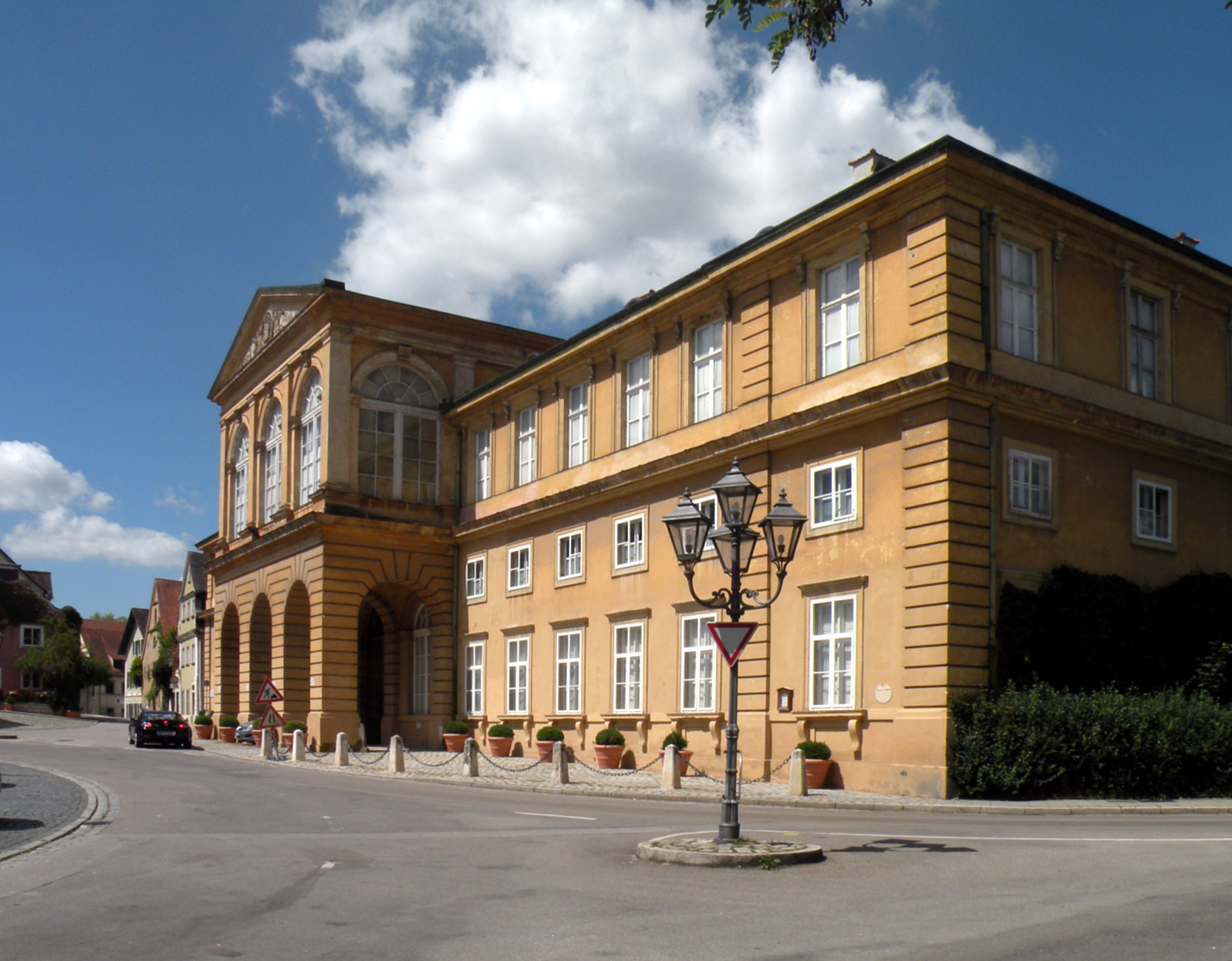
Nuovo Palazzo di Pappenheim del 1819
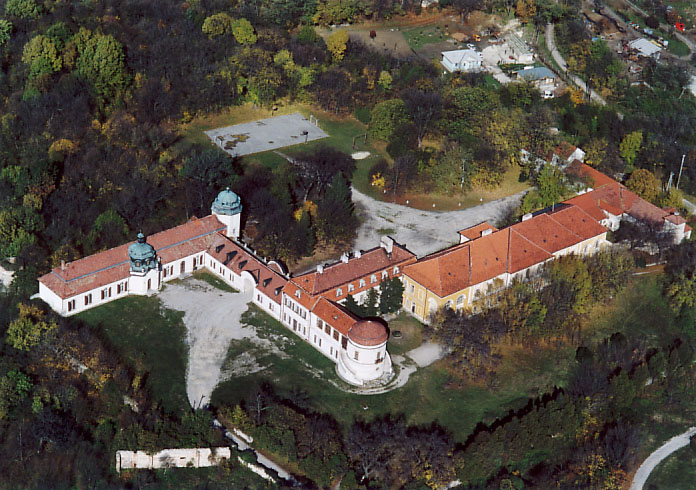
Palazzo di Iszkaszentgyörgy, Ungheria